# 4월 12일
4월 12일은 그레고리력으로 102번째(윤년일 경우 103번째) 날에 해당한다.

## 사건
- 1633년 - 갈릴레오 갈릴레이에 대한 종교재판이 시작되다.
- 1815년 - 인도네시아의 탐보라 산에서 사상 최대의 화산폭발이 일어나다.
- 1831년 - 영국 맨체스터에서 군인들이 브로튼 현수교(Broughton Suspension Bridge) 위를 행진하다 다리가 붕괴되어 200여 명이 사망하다.
- 1861년 - 미국 남북전쟁이 시작되다.
- 1968년 - 서독의 학생 시위대가 우익 언론 슈프링어의 서베를린, 함부르크, 프랑크푸르트, 뮌헨, 에센, 하노버, 에스링엔의 사무실을 공격해 신문 배포를 차단하다.
- 1990년 - KBS 사태가 일어나면서 약 한 달간 방송이 정상 진행되지 못했다.
- 2003년 - 헝가리에서 유럽 연합 가입을 위한 국민 투표가 실시되다.
- 2007년
  - 13명을 살해한 정남규에게 대한민국 법원이 사형을 선고하다.
- 2010년 - 미국에서 제 1차 핵안보 정상회의가 개최되다.
- 2011년
  - 일본 후쿠시마 원전 사고에 대해 체르노빌 원전 사고와 같은 최고 위험 등급인 7단계로 조정되다.
  - 일본 간토 지방 지바현에서 규모 6.3의 지진이 발생하다.
- 2014년 - 대한민국 제주특별자치도 제주시 동쪽 34km 규모 2.4의 지진이 발생하다.

## 문화
- 1961년 - 유리 가가린이 세계 최초의 우주비행에 성공하다.
- 1981년 - 최초의 스페이스 셔틀 컬럼비아 호가 발사되다.
- 2003년 - 인간 게놈 프로젝트가 완성되다.
- 2008년 -
  - 대한민국 최초의 우주인 이소연이 국제 우주 정거장에서 SBS를 통해 이명박 대통령과 오전 11시 25분(그리니치 평균시)부터 약 10분간 교신했다.
  - 일본 프로야구 한신 타이거즈의 외야수 가네모토 도모아키가 요코하마 베이스타스와의 원정경기에서 7회초 안타를 기록, 일본 프로야구 역사상 37번째로 2000개의 안타를 친 선수가 되었다.
- 2009년 - 대한민국 KBS 전국노래자랑이 경기도 김포시 편에서 최초로 고화질(HD)로 방송하다.
- 2016년
  - 유니 (보컬로이드)발매
  - 플라이강원 설립

## 탄생
- 959년 - 제64대 일본의 천황 엔유 천황. (~991년)
- 1577년 - 덴마크, 노르웨이의 국왕 크리스티안 4세. (~1648년)
- 1606년 - 조선 선조의 적장자 영창대군.
- 1821년 - 미국의 정치인 새뮤얼 G. 아널드. (~1880년)
- 1885년 - 독일의 군인 헤르만 호트. (~1971년)
- 1889년 - 대한제국의 독립운동가 이승연. (~1956년)
- 1907년 - 영국의 작곡가 이모겐 홀스트. (~1984년)
- 1916년 - 미국의 소설가 베벌리 클리어리. (~2021년)
- 1923년
  - 대한민국의 영화배우 김진규. (~1998년)
  - 미국의 배우 앤 밀러. (~2004년)
- 1933년 - 스페인의 성악가 몽세라 카바예. (~2018년)
- 1937년 - 대한민국의 공무원 출신 정치가 이원식 (정치인).
- 1941년
  - 대한민국의 소설가 이문구. (~2003년)
  - 영국의 축구 선수, 축구 감독 보비 무어. (~1993년)
- 1945년 - 대한민국의 의료인 이종욱. (~2006년)
- 1947년
  - 미국의 희극인, 사회자 데이비드 레터먼.
  - 미국의 작가 톰 클랜시.
  - 미국의 농구 선수 래리 캐넌. (~2024년)
- 1948년 - 이탈리아의 전 축구 선수, 현 축구 감독 마르첼로 리피.
- 1950년 - 미국의 배우, 가수 데이비드 캐시디. (~2017년)
- 1952년 - 대한민국의 배우 손창호. (~1998년)
- 1956년 - 미국의 배우 앤디 가르시아.
- 1957년 - 프랑스의 영화배우 수잔느 더글러스. (~2021년)
- 1958년 - 미국의 모델 J. 알렉산더.
- 1959년
  - 대한민국의 경제학자 최배근.
  - 대한민국의 전 축구 선수, 현 축구 감독 최강희.
- 1961년 - 우크라이나의 정치인, 고려인 올렉산드르 신.
- 1962년 - 일본의 프로레슬링 선수 타카다 노부히코.
- 1963년
  - 대한민국의 군인 김승겸.
  - 대한민국의 정치인 성일종.
- 1964년 - 대한민국의 전 야구 선수 박철우.
- 1965년
  - 대한민국의 기타리스트 김태원 (부활).
  - 일본의 비디오 게임 음악 작곡가, 키보디스트 카와구치 히로시.
- 1966년 - 대한민국의 공무원 이종호.
- 1968년 - 일본의 야구 선수 세리자와 유지.
- 1969년 - 대한민국의 보디빌더 김준호.
- 1970년 - 대한민국의 희극인, 가수 이동우.
- 1971년
  - 대한민국의 법조 출신 정치인 곽규택.
  - 미국의 배우 섀넌 도허티. (~2024년)
  - 미국의 배우 니컬러스 브렌던.
- 1972년
  - 대한민국의 배우 이주나.
  - 일본의 성우 하마다 겐지.
- 1973년 - 이탈리아의 축구 선수 크리스티안 파누치.
- 1974년
  - 대한민국의 만화가 이명진.
  - 일본의 성우 아사이 키요미.
- 1977년 - 대한민국의 축구 선수 박태원.
- 1979년
  - 일본의 가수 후지와라 모토오(BUMP OF CHICKEN).
  - 대한민국의 가수 이수영.
  - 대한민국의 가수 송백경 (원타임).
  - 미국의 배우 제니퍼 모리슨.
  - 미국의 배우 클레어 데인스.
  - 대한민국의 배우 이중옥.
- 1980년
  - 캐나다의 음악가 에릭 몽그레인.
  - 아일랜드의 가수 브라이언 맥패든.
- 1981년
  - 일본의 전 야구 선수 이와쿠마 히사시.
  - 아르헨티나의 전 축구 선수 니콜라스 부르디소.
- 1982년 - 미국의 종합격투기 선수 길버트 멜렌데즈.
- 1983년 - 대한민국의 DJ 긴조.
- 1984년
  - 대한민국의 탁구 선수 조지훈.
  - 중국의 배우 가내량.
- 1985년
  - 일본의 전 가수 요시자와 히토미 (전 모닝구무스메).
  - 일본의 배우, 가수 아오야기 쇼.
- 1986년
  - 일본의 성우, 배우 야마모토 아야노.
  - 스페인의 테니스 선수 마르셀 그라노예르스.
  - 미국의 배우 맷 맥고리.
- 1987년 - 미국의 가수 브랜든 유리.
- 1988년 - 일본의 전 야구 선수 안규영.
- 1989년
  - 미국의 배우, 가수 앨리스 리.
  - 브라질의 축구 선수 레우 이타페루나.
- 1990년
  - 대한민국의 배우 박연우.
  - 일본의 축구 선수 사카이 히로키.
  - 대한민국의 사회 운동가, 정치인 용혜인.
- 1991년
  - 대한민국의 바둑 기사 김정현.
  - 대한민국의 유도 선수 김성연.
- 1992년
  - 러시아의 권투 선수 비탈리 두나이체프.
  - 이라크의 축구 선수 레빈 술라카.
  - 폴란드의 영화 감독, 영화 각본가, 저널리스트, 배우 아가타 트셰부호프스카.
- 1993년 - 대한민국의 테니스 선수 정석영.
- 1994년
  - 아일랜드의 배우 시얼샤 로넌.
  - 대한민국의 가수 세훈 (EXO, EXO-K).
  - 대한민국의 가수 도이 (파나틱스).
  - 일본의 가수 스즈키 아이리 (℃-ute, Buono!).
  - 대한민국의 아나운서 박지원.
- 1995년
  - 대한민국의 스타그래프트 프로게이머 최성일.
  - 대한민국의 리그 오브 레전드 프로게이머 픽서.
- 1996년
  - 폴란드의 축구 선수 얀 베드나레크.
  - 대한민국의 모델 이다현.
- 1997년
  - 베트남의 축구 선수 응우옌꽝하이.
  - 프랑스의 펜싱 선수 로맹 카논.
- 1998년 - 일본의 축구 선수 이토 준야.
- 2000년 - 대한민국의 가수 선우 (더보이즈).
- 2001년
  - 대한민국의 축구 선수 황재환.
  - 대한민국의 카트라이더 프로게이머 이재혁.
  - 대한민국의 축구 선수 오현규.
  - 대한민국의 축구 선수 허율.
  - 일본의 레슬링 선수 기요오카 고타로.
- 2004년
  - 대한민국의 양궁 선수 김제덕.
  - 대한민국의 야구 선수 곽도규.
- 2005년 - 일본의 아이돌 타니구치 아이리.
- 2007년 - 대한민국의 가수 정혜린. (tripleS)

### 미상
- 대한민국의 가수 로니.

## 사망
- 기원전 45년 - 로마 공화정 시기의 정치인, 군인 그나이우스 폼페이우스. (기원전 75년~)
- 65년 - 로마 제국의 정치인, 사상가, 문학가 루키우스 안나이우스 세네카. (기원전 4년~)
- 238년 - 로마 제국의 공동 황제 고르디아누스 1세와 고르디아누스 2세. (192년~)
- 352년 - 기독교의 성인 교황 율리오 1세. (?~)
- 1813년 - 프랑스의 화가, 장군 장 프랑수아 카르토. (1751년~)
- 1859년 - 미국의 정치인 프랜시스 M. 다이몬드. (1796년~)
- 1945년 - 미국의 제32대 대통령 프랭클린 D. 루스벨트. (1882년~)
- 1946년 - 일본의 축구 선수 다케우치 데이조. (1908년~)
- 1969년 - 대한민국의 독립운동가 김성숙. (1898년~)
- 1981년 - 일본의 군인 아사카 야스히코. (1887년~)
- 1989년 - 미국의 활동가 애비 호프먼. (1936년~)
- 2005년 - 대한민국의 기업 겸 정치가 김도근. (1917년~)
- 2017년 - 미국의 영화배우 찰리 머피. (1959년~)
- 2019년 - 미국의 영화배우 조지아 엥글. (1948년~)
- 2020년
  - 대한민국의 배우 윤석오. (1947년~)
  - 대한민국의 정치인 정원식. (1928년~)
  - 일본의 성우 후지와라 케이지. (1964년~)
  - 잉글랜드의 축구 선수 피터 보네티. (1941년~)
- 2021년
  - 한국계 미국인 정치학자 신호범. (1935년~)
  - 중화인민공화국의 정치인 양슝. (1953년~)
  - 영국의 정치인 셜리 윌리엄스. (1930년~)
- 2022년 - 미국의 영화배우, 희극인 길버트 갓프리드. (1955년~)
- 2024년
  - 이탈리아의 패션디자이너 로베르토 카발리. (1940년~)
  - 미국의 원반던지기 선수 올가 피코토바. (1932년~)
  - 대한민국의 법조인 정성진. (1940년~)

## 기념일
- 유리 가가린의 밤(Yuri's Night)
- 세계 군축 행동의 날(Global Day of Action on Military Spending)
- 세계 햄스터의 날

## 같이 보기
- 전날: 4월 11일 다음날: 4월 13일 - 전달: 3월 12일 다음달: 5월 12일
- 음력: 4월 12일
- 모두 보기